# برد سیلبرلینگ
برد سیلبرلینگ (انگلیسی: Brad Silberling؛ زادهٔ ۸ سپتامبر ۱۹۶۳) کارگردان، فیلم‌نامه‌نویس و تهیه‌کننده اهل ایالات متحده آمریکا است. وی همسر ایمی برنمن است و آنها دو فرزند دارند.

## قسمتی از فیلمشناسی
- شهر فرشته‌ها -۱۹۹۸
- سرگذشت ناگوار، داستان‌های لمونی اسنیکت -۲۰۰۴
- ۱۰ مورد یا کمتر -۲۰۰۶
- سرزمین گمشده -۲۰۰۹